# Explorer (schip, 1957)
De Explorer was een onderzoeksvaartuig van Heerema. Het werd in 1957 gebouwd als de walvisjager R 3 door de IJsselwerf voor Alfredo Ryan. In 1967 werd het overgenomen door Heerema.

## R 3
De walvisjager was besteld door Compañía de Navegación Rosina, een dochteronderneming van het Noors-Argentijnse Compañía Argentina de Pesca. Alfredo Ryan, tot dan directeur van Pesca, was echter bezig zijn eigen bedrijf Albion Star op te zetten en liet de vijf R-schepen, R 1 tot en met R 5 in 1959 registreren onder Calpe Shipping.

## Explorer
Met de neergang van de walvisvangst werd het schip in 1967 verkocht aan Heerema die net uit zijn joint-venture met Brown & Root was gestapt en twee jaar geen kraanschepen mocht exploiteren. Het werd daarna omgebouwd tot onderzoeksschip met een boortoren voor kernboring. Hiermee kon bodemonderzoek worden uitgevoerd voor heiwerkzaamheden en pijpenleggen. Dit zou van pas komen zodra Heerema weer platforms ging plaatsen met de Challenger in 1969.
In 1979 werd het gesloopt.